# Várzea Futebol Clube
Várzea Futebol Clube é uma agremiação esportiva da cidade de Teresópolis, no estado do Rio de Janeiro, fundada a 16 de setembro de 1914.

## História
Apesar de ser um dos clubes mais antigos do Rio de Janeiro, só estreou na Terceira Divisão de Profissionais em 2008, após disputar por muitos anos o campeonato amador da liga de sua cidade. Conseguiu passar da primeira fase do campeonato, mas capitulou na segunda, sendo eliminado.
Possui as cores preta e branca e tem sede social e estádio próprio, o Almirante Heleno Nunes, com capacidade para 3.000 pessoas.

## Estatísticas

### Participações
| Competição          | Temporadas | Melhor campanha   | Estreia | Última | P | R |
| ------------------- | ---------- | ----------------- | ------- | ------ | - | - |
| Série B2 do Carioca | 1          | ? colocado (2008) | 2008    | 2008   | – | – |

## Fonte
- VIANA, Eduardo. Implantação do futebol Profissional no Estado do Rio de Janeiro. Rio de Janeiro: Editora Cátedra, s/d.